# Pygora gerardi
Pygora gerardi är en skalbaggsart som beskrevs av Auguste Bourgoin 1924. Pygora gerardi ingår i släktet Pygora och familjen Cetoniidae. Inga underarter finns listade i Catalogue of Life.